# Patrick Van God
Pour les articles homonymes, voir Goetsenhoven (homonymie).
Patrick Van God, né en 1941 et disparu en mer en 1977, est un dentiste, navigateur et écrivain belge.

## Biographie
Patrick Van God est le fils d'un écrivain belge passionné de mer. Il commence la voile à 12 ans, et devient champion du monde-cadet de dériveur léger,. Dentiste de profession,  il part en 1968 à l'aventure sur les mers à bord d'un voilier en acier, un Joshua baptisé Trismus avec lequel il fera naufrage dans le Pacifique en mars 1974, après avoir navigué plus de cinq ans, principalement dans l'hémisphère sud,.
Il publie à cette occasion Trismus, des îles du Cap vert aux Galapagos par le Cap Horn et la Patagonie.
En 1975, il part avec sa compagne Wendy pour un voyage qui le mène  jusqu'en Antarctique, avant d'être coulé par un cétacé au large des côtes d'Amérique du Sud le 23 mars 1976, à bord d'un dériveur lesté de 11 m en polyester, le Trismus II, dont il a assuré la conception. Ils parviennent après six jours à rejoindre la terre à bord d'une annexe dotée d'une voile.
Il relate son voyage dans Pour l'aventure considéré par Paul Guimard comme un livre lu par tous les plaisanciers.
Fervent défenseur de la  Mini Transat, il s'engage en 1977 dans sa première édition, bien qu'il juge le projet « un peu fou », et malgré les mises en garde de son père, Oscar. Il disparaît en mer dans le Golfe de Gascogne à cette occasion,. Sa mort suscite de fortes polémiques sur les dangers encourus par les concurrents, ce à quoi un journaliste des Cahiers du Yachting réplique « Qu'on leur accorde le droit de disposer d'eux-mêmes. ».

## Publications
- Trismus, des îles du Cap-Vert aux Galapagos par le Cap Horn et la Patagonie, Paris, éditions Arthaud, 1974.
- Pour l'aventure, Trismus dans l'Antarctique, Paris, éditions Arthaud, 1977.

Outre ses deux récits d'aventures, Patrick Van God était un collaborateur régulier de la revue Neptune Nautisme, où il tenait une « Chronique du flâneur ».

## Note
1. ↑  Le vrai nom de Patrick Van God est Patrick van Godtsenhoven, quelquefois orthographié Patrick Van Goidsenhoven (voir « La flotte s'élargit d'un trismus 32 », sur ateliermarin.be).
2. ↑  Même s'il est quelquefois crédité du titre d'architecte, il a selon ses propres déclarations rédigé le cahier des charges, le dessin des plans étant assuré par l'architecte Morgan Embroden (voir Océans, janvier 1977).